# Inbal Pezaro
Inbal Pezaro (hebr. ענבל פיזרו, ur. w 1987 w Jizre’el) – izraelska niepełnosprawna pływaczka, medalistka igrzysk paraolimpijskich.
W swojej karierze była dwa razy mistrzynią świata w 2002 i 2006 roku na dystansie 100 metrów stylem klasycznym. 
W 2004 roku na igrzyskach paraolimpijskich zdobyła dwa medale - jeden złoty i jeden srebrny.
Na igrzyskach w 2008 roku rozgrywanych w Pekinie zdobyła trzy srebrne medale na dystansach: 100 metrów stylem dowolnym, 200 metrów stylem dowolnym i 100 metrów stylem klasycznym - wszystkie w kategorii niepełnosprawności S5.
W 2012 roku podczas igrzysk paraolimpijskich w Londynie zdobyła trzy brązowe medale na 50, 100 i 200 m stylem dowolnym.